# Ternstroemia corneri
Ternstroemia corneri là một loài thực vật thuộc họ Theaceae. Đây là loài đặc hữu của Malaysia và hiện đang bị đe dọa vì mất môi trường sống.